# Hrenova
Hrenova – wieś w Słowenii, w gminie Vojnik. W 2018 roku liczyła 170 mieszkańców.